# Batterie Sainte-Marthe
La batterie Sainte-Marthe est une ancienne batterie militaire du XVIIe siècle faisant partie du système défensif de la ville de Saint-Pierre en Martinique. Elle est située à l'extrémité occidentale du Morne d'Orange dans le quartier du Mouillage.

## Histoire
La batterie Sainte-Marthe est l'une des plus anciennes batterie de la Martinique, construite entre 1685 et 1693. Elle est baptisée en l'honneur d'Antoine-André de Sainte-Marthe de Lalande, chevalier de Sainte-Marthe, gouverneur particulier de la Martinique de 1670 à 1679. 
Avec la batterie Saint-Louis au nord, à l'embouchure de la rivière des Pères, le Fort Saint-Pierre au centre, et la batterie Saint-Charles au sud, sur le Morne d'Orange, l'implantation de la batterie Sainte-Marthe sur le flanc du même morne constitue le point le plus méridional du système défensif de la rade et de la ville de Saint-Pierre, le Morne d'Orange marquant la limite sud de la ville. C'est ce que confirme Jean-Baptiste Du Tertre dans son Histoire générale des Antilles habitées par les François lorsqu'il écrit au sujet du Morne d'Orange: « Dans le dernier quart du XVIIe siècle, des fortifications militaires y furent construites pour pallier les inconvénients des batteries de plage qui faisaient face en première ligne aux bateaux français, mouillant le long du rivage, comme l'avait particulièrement illustré la bataille navale du 29 juin au 7 juillet 1667 contre une flotte anglaise ». 
La batterie Sainte-Marthe ne subit pas de transformations importantes jusqu'à l'éruption du 8 mai 1902. La poudrière remarquablement conservée a été construite postérieurement à 1864.
Le sol de la batterie, le sous-sol et les vestiges visibles ont été inscrits à l'inventaire supplémentaire des monuments historiques par arrêté du 31 décembre 1991.

## Description
La batterie Sainte-Marthe constitue un petit fortin dominant la ville et occupé par des vestiges de bâtiments militaires. Son plan est resté inchangé jusqu'à l'éruption de 1902. 
À l'intérieur, des bâtiments annexes, tels que logement du gardien, cuisine, et magasin de matériel, ont connu plusieurs états. Il subsiste aujourd'hui deux pans de murs ayant appartenu à l'un d'eux. La poudrière voûtée est remarquable, de plan rectangulaire parfaitement conservée. 
À l'extérieur, au nord-est, subsiste encore un bassin rectangulaire qui était alimenté par le premier canal construit en 1821 pour le Morne d'Orange.